# アラスカ州会議事堂

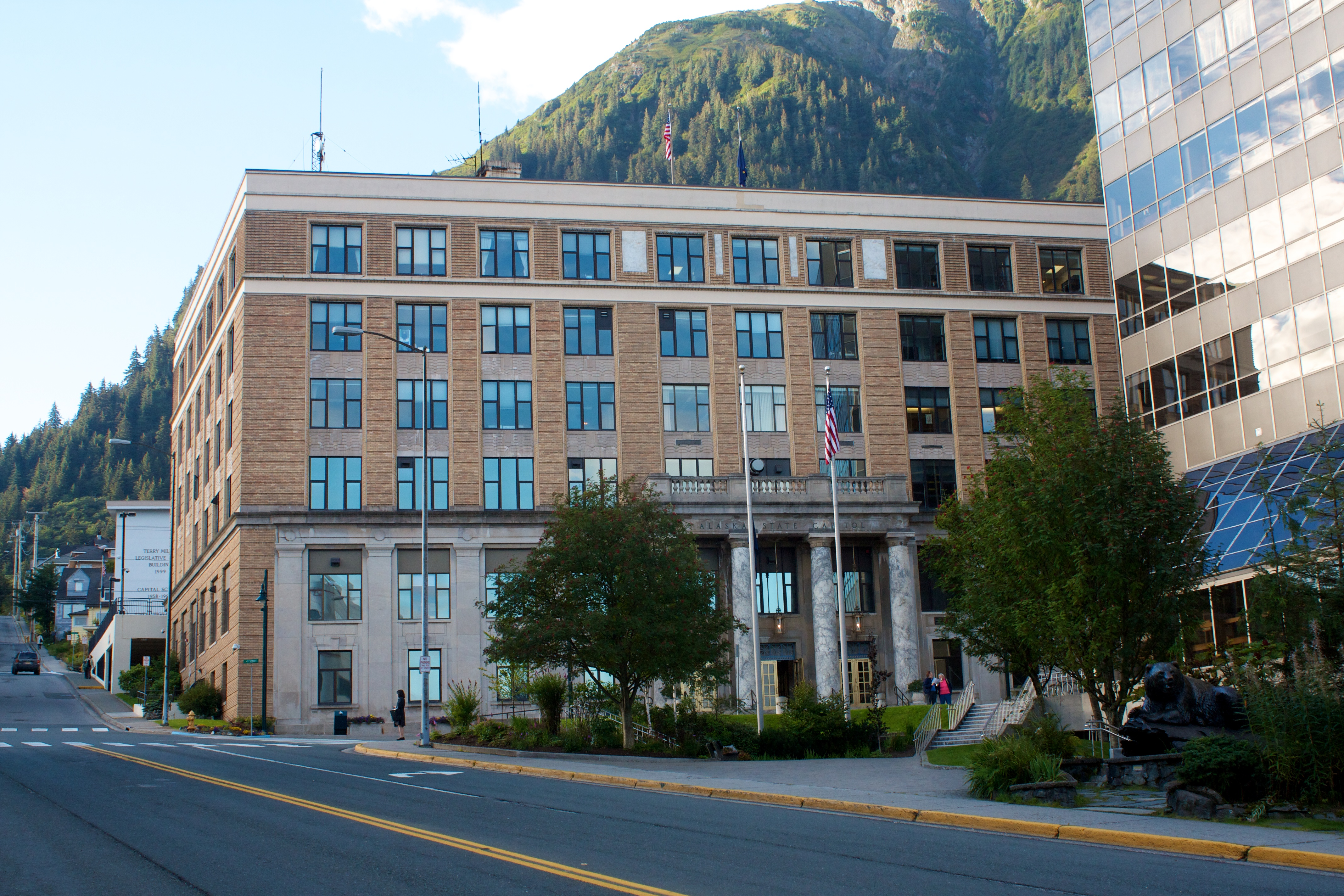
アラスカ州会議事堂

アラスカ州会議事堂（アラスカしゅうかいぎじどう、英語: Alaska State Capitol）は、アメリカ合衆国アラスカ州の州都ジュノーに立地する同州議会の議事堂。庁舎は4thストリート、メイン・ストリート、5thストリート、およびスワード・ストリートに囲まれたブロックに立地している。6階建ての鉄筋コンクリート造の庁舎内にはアラスカ州議会の上下両院の議場のほか、州知事室および州副知事室が置かれている。

## 歴史
1792年、ロシア領アラスカの最初の首都はコディアックに置かれた。1808年に植民地の首都はニューアークエンジェル（現在のシトカ）に移された。1867年にアメリカ合衆国がアラスカを購入すると、アラスカはアラスカ県として陸軍の管轄下に置かれ、ジェファーソン・C・デービス少将が最初の司令官に任命され、県都がシトカに置かれた。しかし1877年にネズ・パース戦争が勃発すると、陸軍はアラスカから戦地へ再配置されると、アラスカ県は財務省の管轄下に置かれた。その翌々年、1879年に海軍中佐レスター・A・ベアーズリーがシトカに駐留地を創設すると、今度はアラスカ県は海軍の管轄下に置かれた。やがて1884年、連邦議会はアラスカ地区を創設し、初代総督にジョン・ヘンリー・キンケイドを任命し、シトカを地区の「臨時首都」とした。1900年、連邦議会はシトカに代わって、地域経済の成長が著しく、重要度を増していたジュノーに地区の首都を移す法案を可決させた。
1912年にアラスカ準州が成立すると、翌1913年、ジュノー市内のエルクス・ロッジ・ホールで最初のアラスカ準州議会が開かれた。その後、1931年に最初の恒久的な準州会議事堂が完成するまで、アラスカ準州議会は開催地を転々としながら行われた。
連邦議会はもともと、1911年にはアラスカ準州の議事堂建設予算を承認していたが、第一次世界大戦の勃発と用地買収の難航により建設は遅れ、1929年になってやっと、地元住民の寄付金も得て建設が始まった。「連邦・準州ビルディング」（Federal and Territorial Building）と名付けられたこの庁舎は1931年2月14日に開館した。このアール・デコ調の庁舎は、ジェームズ・A・ウェットモアを筆頭に、財務省のお抱え建築家によって設計されたものであった。
この庁舎は、初期にはその名が示す通り連邦政府によって使われ、連邦裁判所および郵便局が入っていた。1959年にアラスカが州に昇格した後は、この庁舎は専ら州政府によって使われている。
アラスカが州に昇格し、州会議事堂に州政府が置かれた後も、ジュノーの州都としての地位は安泰ではなかった。1960年、アンカレッジ・デイリー・タイムズのロバート・アトウッドはアラスカの経済中心地の近くに州都を移すことを推す社説を著した。その結果、1960年にはクック湾岸・レールベルト地域に、また1962年にはアンカレッジから30マイル（48km）以上離れた西アラスカに州都を移す住民投票が行われたが、いずれも否決となった。しかし、3度目の遷都案となった、アンカレッジ北郊、マタヌスカ・スシトナ郡内のウィローに州都を移す住民投票は1976年に通過した。しかし1978年と1982年の2度にわたって、遷都予算は否決され、州都はジュノーに留まった。退任間近となった当時の州知事ジェイ・ハモンドは、この州都移転問題について、ついに「腫れ物をランセットで切り開くことができた」と語った。その後も、1994年にはワシラに州都を移す案が、また2002年には州議会をマタヌスカ・スシトナ郡で開く案が出たが、いずれも否決された。
州会議事堂の建て替えも計画された。2004年、新庁舎のデザインをめぐってコンテストが開かれ、カリフォルニア州サンタモニカの建築事務所モーフォシスが設計した、ガラスと鋼鉄で造られた、卵型のアトリウムを持つ案が優勝した。しかし、優勝案よりも親しみをこめた注目を集めたのは、地元アラスカ州出身の建築家マリアン・クサトが設計した、フェデラル様式とロシアの教会の建築様式を組み合わせた、アメリカ合衆国・ロシア両国の伝統に裏付けられたアラスカ州の歴史を反映した案であった。しかし、州政府によるサポートも十分に得られず、予算も不足していたため、結局、翌2005年には、全ての案が廃案となった。

## 庁舎の外観と内装
| アラスカ州議会の本会議場（左: 上院, 右: 下院） |  | アラスカ州議会の本会議場（左: 上院, 右: 下院） |
| アラスカ州議会の本会議場（左: 上院, 右: 下院） |  |                                                |

庁舎は6階建て、鉄筋コンクリート造で、外壁にはレンガが貼られ、1-2階にはインディアナ産のライムストーンで造られたファサードが設けられている。ポルチコはプリンス・オブ・ウェールズ島産の大理石で造られた4本の柱で支えられている。議事堂の敷地が狭く、装飾もあまりないため、一見、ただのオフィスビルのようにも見える。
また、他の多くの州の州会議事堂と異なり、アラスカ州会議事堂は屋上にドームを有していない。屋上にドームを有していない州会議事堂はアラスカのほか、オハイオ、オレゴン、テネシー、デラウェア、ニューメキシコ、ニューヨーク、ノースダコタ、バージニア、ハワイ、およびルイジアナの各州の州会議事堂である。
ロビーの壁面には「陸の収穫」（Harvest of the Land）および「海の収穫」（Harvest of the Sea）というタイトルのついた2枚の粘土壁画が飾られており、狩りと漁を現している。また、ロビーにはアラスカ先住民系の公民権運動家エリザベス・ペラトロビッチの胸像も立っている。

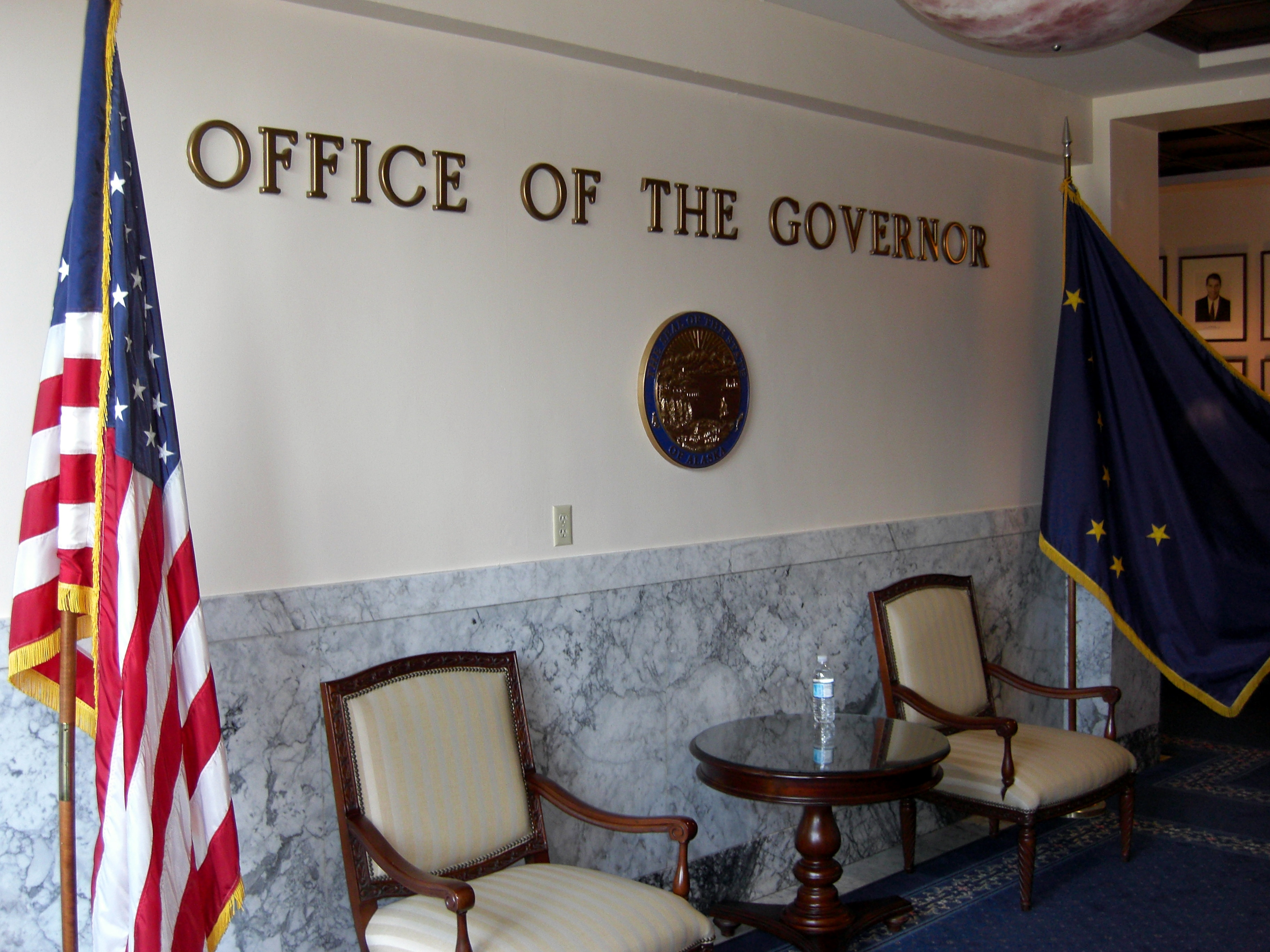
アラスカ州知事室

1-2階は事務室および委員会室で占められている。3階には委員会室のほか、アラスカ州議会の上下両院の本会議場が置かれている。3階の壁には初期のジュノーにおける写真家、ロイド・ウィンターおよびパーシー・ポンドの作品が展示されている。また、3階には最初のアラスカ州選出の連邦上院議員、ボブ・バートレットおよびアーネスト・グリューニングの胸像も立っている。4階には知事室および副知事室が置かれている。執務室のドアはカバノキで造られており、アラスカ州の産業を現す手彫りが加えられている。また、「知事の廊下」（Hall of Governors）には、アラスカ地区時代から現在に至るまでの知事および副知事の肖像画が並んでいる。5階は立法機関の事務室および委員会室で占められている。かつて連邦裁判所が置かれていた6階には、現在は立法機関の予算委員会室が置かれている。
議事堂敷地内の野外には、1950年に連邦政府から全ての州および準州に贈られた自由の鐘のレプリカが置かれている。